# Cascate di Paulo Afonso
Le cascate di Paulo Afonso (portoghese: Cachoeira de Paulo Afonso) è una serie di cascate sul fiume São Francisco, nel nord-est del Brasile, adiacente alla città di Paulo Afonso. Stanno fino a 275 piedi (84 m) alto. Le cascate consistono in una ripida rapida che scende di circa 80 piedi (24 m) e quindi fa cadere un tuffo principale di 260 piedi (79 m) in una gola stretta.

## Dighe
A monte delle cascate, una diga con impianto di produzione di energia idroelettrica, la Hidrelétrica de Angiquinho (la prima centrale idroelettrica nel nord-est del Brasile) blocca il flusso del fiume. Prima dello sbarramento del fiume nel 1948, il flusso medio di acqua sulle cascate era di oltre 2,832 m³/s (100,0 cu ft/s) e le inondazioni hanno superato.
Il complesso idroelettrico di Paulo Afonso che è cresciuto dalla pianta originale era noto come Complexo Hidrelétrico de Paulo Afonso in portoghese, o localmente semplicemente come Paulo Afonso. Questo e gli impianti successivi, come l'Hidrelétrica de Xingó a valle, vicino alla città di Piranhas, Alagoas, forniscono energia elettrica a gran parte della regione.

## Galleria d'immagini

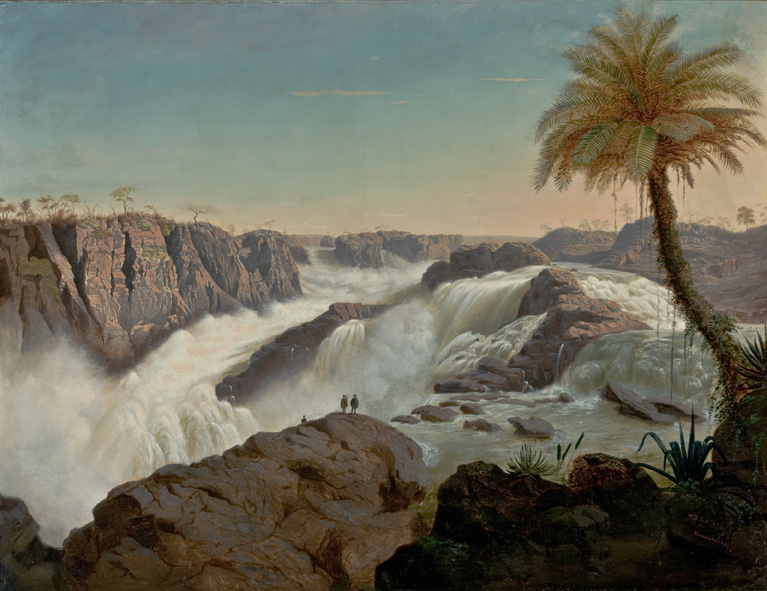
Dipinto delle cascate di Paulo Afonso realizzato da EF Schute, 1850
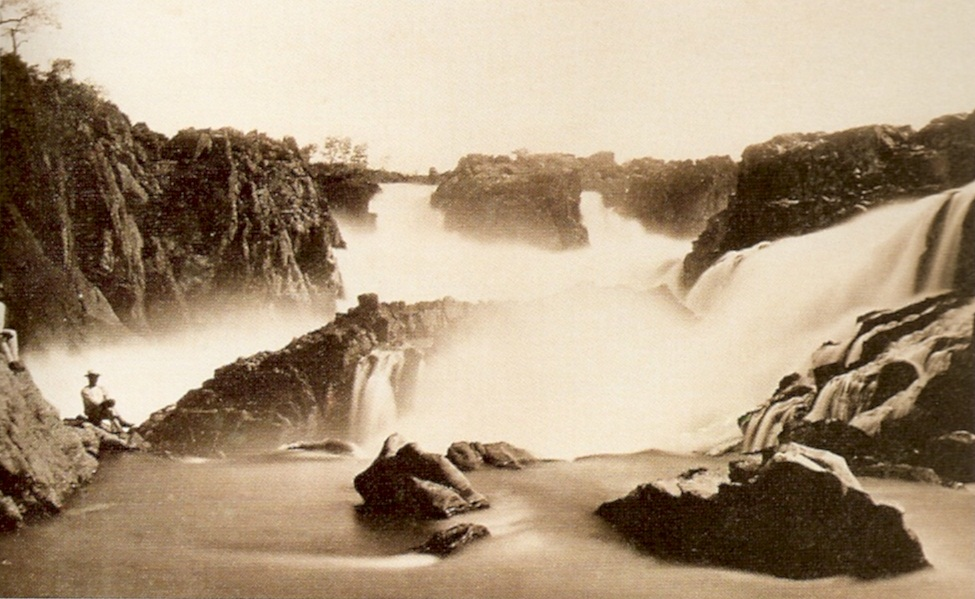
Le cascate di Paulo Afonso, 1875
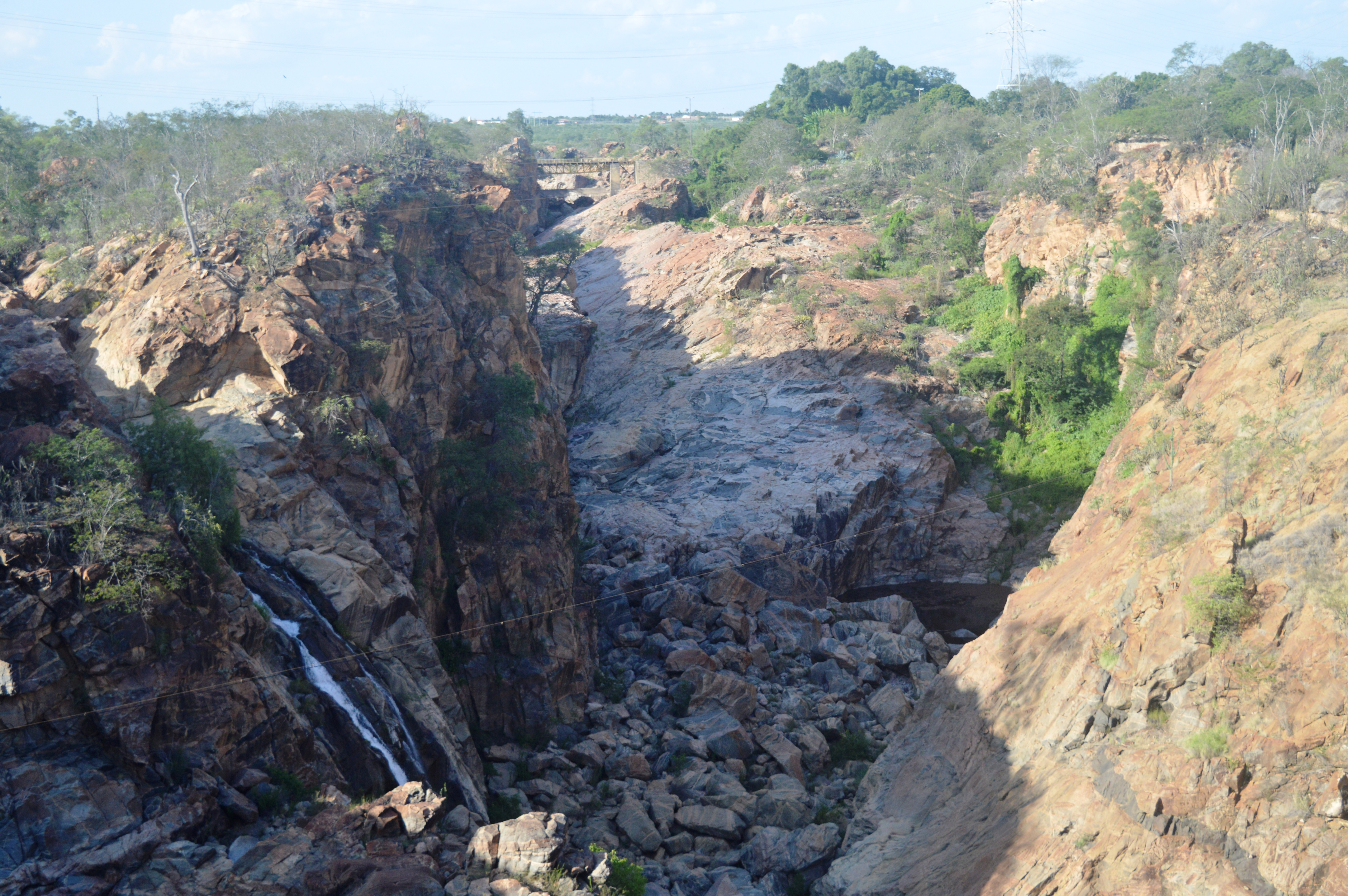
Le cascate di Paulo Afonso, 2018